# Lawar (Uttar Pradesh)
Lawar es un pueblo y nagar Panchayat situado en el distrito de Meerut en el estado de Uttar Pradesh (India). Su población es de 22024 habitantes (2011). 

## Demografía
Según el censo de 2011 la población de Lawar era de 22024 habitantes, de los cuales 11599 eran hombres y 10425 eran mujeres. Lawar tiene una tasa media de alfabetización del 59,37%, inferior a la media estatal del 67,68%: la alfabetización masculina es del 69,82%, y la alfabetización femenina del 47,92%.